# 歐洲被害猶太人紀念碑

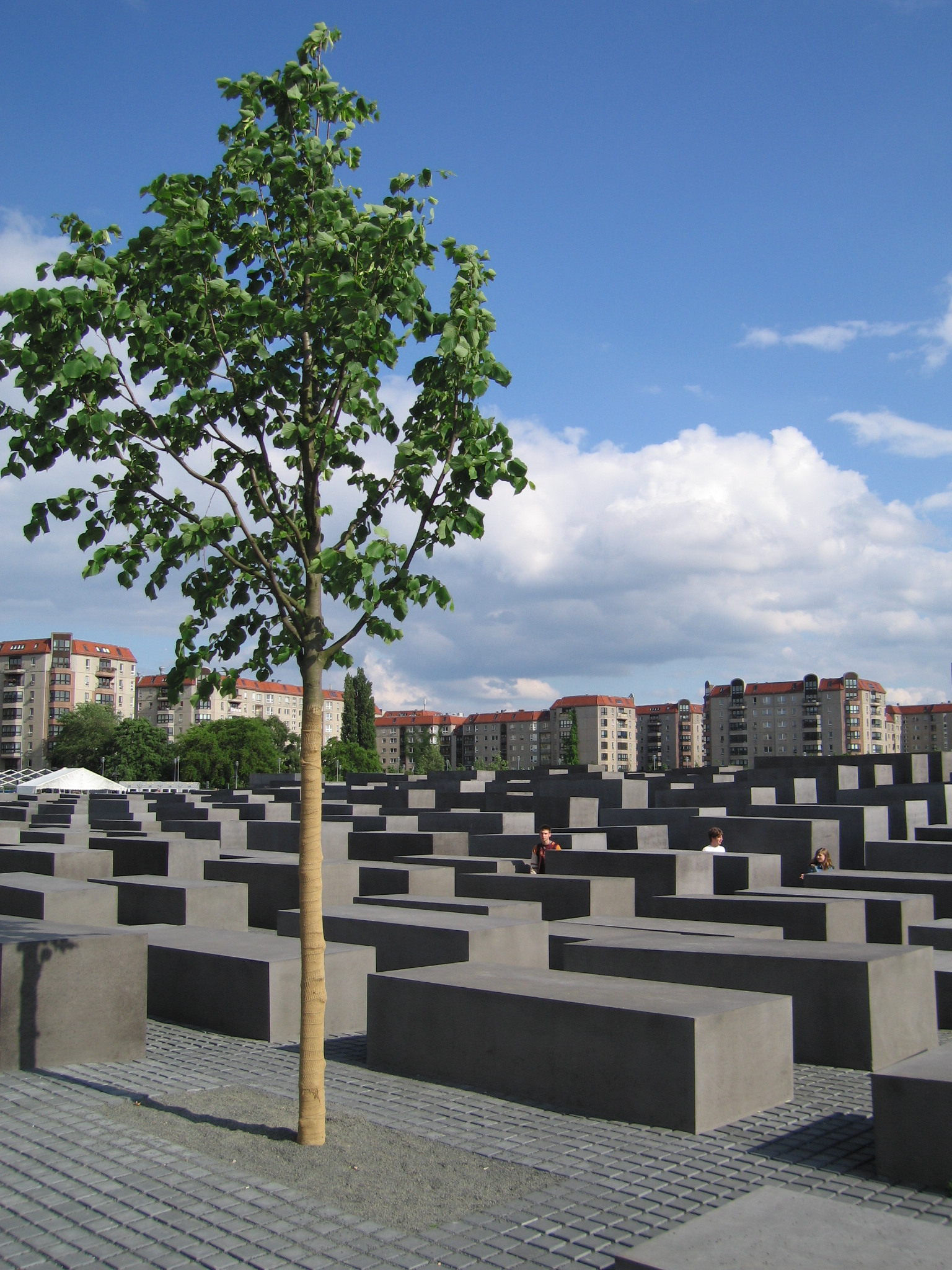
訪客在混凝土板間走動

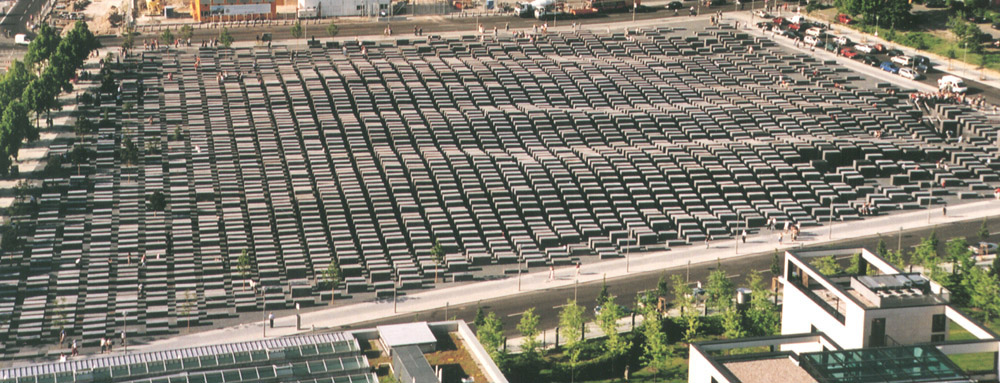
紀念碑鳥瞰圖

歐洲被害猶太人紀念碑（德語：Denkmal für die ermordeten Juden Europas），亦稱為浩劫紀念碑。它位於柏林，由彼得·艾森曼及布羅·哈普達設計，紀念浩劫中受害的猶太人。它佔地19,000平方米（4.7英畝），安放了2711塊混凝土板，在一個斜坡上以網格圖形排列。混凝土板長2.38米，寬0.95米，高度從0.2米到4.8米不等。根據艾森曼計畫，混凝土板設計類似墓園，高低差營造出一種導致心神不安纏擾不清的氣氛，而且整個雕塑打算代表一個原有秩序因人為因素而遠離人類。初期為紀念碑正式英國旅客印製的2005份小冊子卻說設計代表一種對紀念碑傳統觀念的激烈手法，因為艾森曼沒有使用任何象徵主義。在附加的地下“資訊处”（德語：Ort der Information）列出從以色列猶太大屠殺紀念館得到的所有已知受害猶太人的名字。
紀念碑於2003年4月1日動工興建，在2004年12月15日完成。在2005年5月10日開幕。
于同年5月12日，開始對外開放。
它位於勃蘭登堡門之南，鄰近腓特烈城。紀念碑的地點曾是希特勒德國政府大臣官邸。建築費接近2500萬歐元。

## 相關景點
- 波蘭軍人及德國反法西斯主義者紀念碑
- 蘇維埃戰爭紀念碑 (特雷普托公園)
- 布達佩斯多瑙河畔之鞋

## 外部連結
维基共享资源上的相關多媒體資源：歐洲被害猶太人紀念碑
- （英文）Memorial to the Murdered Jews of Europe at Archiplanet
- （德文）Home page of the project （页面存档备份，存于）
- （英文）Holocaust Memorial Panorama[永久]
- （英文）Photographs of the memorial